# Lidderdale
La ville américaine de Lidderdale est située dans le comté de Carroll, dans l’État de l’Iowa. Elle comptait 180 habitants lors du recensement de 2010.

## Source
- (en) Cet article est partiellement ou en totalité issu de l’article de Wikipédia en anglais intitulé « Lidderdale, Iowa » (voir la liste des auteurs).